# Puigbó
Puigbó fue un municipio español de la provincia de Gerona.

## Historia
El lugar tuvo ayuntamiento propio. El municipio de Puigbó desapareció de cara al censo de 1857, al incorporarse al de Gombreny. Hacia mediados del siglo XIX, tenía contabilizada una población de 186 habitantes. Aparece descrito en el decimotercer volumen del Diccionario geográfico-estadístico-histórico de España y sus posesiones de Ultramar de Pascual Madoz con las siguientes palabras:

PUIGBÓ: ald. en la prov. de Gerona, part. jud. de Ribas, aud. terr., c. g. de Barcelona, dióc. de Vich. sit. en un valle, con buena ventilacion, y clima templado y sano. Tiene 10 casas, y una igl. parr. (San Martin), aneja de la de Gombren, servida por un vicario; con cuyo l. forma ayunt. y depende de él. pobl.: 6 vec., 32 alm. cap. prod.: 533,600. imp.: 13,340
(Madoz, 1849, p. 292)